# Úrvalsdeild kvenna 2020
La Úrvalsdeild kvenna 2020, indicata ufficialmente Pepsi Max deild kvenna 2020 per ragioni di sponsorizzazione, è stata la 49ª edizione della massima divisione del campionato islandese femminile di calcio.
Il torneo, iniziato il 12 giugno già in ritardo rispetto alle precedenti edizioni a causa delle restrizioni a seguito della pandemia di COVID-19, originariamente avrebbe dovuto concludersi il 17 ottobre, tuttavia la chiusura del campionato era stata fatta slittare per un nuovo acuirsi della pandemia in Islanda. Il 30 ottobre 2020 la KSÍ ha annunciato la sospensione definitiva del campionato. La classifica finale è stata redatta sulla base della media punti conquistati per partita, assegnando così la vittoria del campionato al Breiðablik, che era in testa alla classifica al momento dell'interruzione del torneo.

## Stagione

### Novità
Dalla Úrvalsdeild kvenna 2019 sono stati retrocessi il Keflavík e l'HK/Víkingur, mentre dalla 1. deild kvenna sono stati promossi l'FH Hafnarfjarðar e il Þróttur.

### Formula
Le dieci squadre partecipanti si affrontano in un girone all'italiana con partite di andata e ritorno per un totale di 18 giornate. La prima classificata è campione d'Islanda ed è ammessa alla UEFA Women's Champions League 2021-2022 assieme alla seconda classificata. Le ultime due classificate sono retrocesse in 1. deild kvenna.

## Squadre partecipanti
| Club             | Città          | Stadio            | Stagione precedente         |
| ---------------- | -------------- | ----------------- | --------------------------- |
| Breiðablik       | Kópavogur      | Kópavogsvöllur    | 2º posto in Úrvalsdeild     |
| FH Hafnarfjarðar | Hafnarfjörður  | Kaplakriki        | 1º posto in 1. deild kvenna |
| Fylkir           | Reykjavík      | Fylkisvöllur      | 6º posto in Úrvalsdeild     |
| ÍBV Vestmannæyja | Vestmannaeyjar | Hásteinsvöllur    | 8º posto in Úrvalsdeild     |
| KR Reykjavík     | Reykjavík      | KR-völlur         | 7º posto in Úrvalsdeild     |
| Selfoss          | Selfoss        | Selfossvöllur     | 3º posto in Úrvalsdeild     |
| Stjarnan         | Garðabær       | Stjörnuvöllur     | 5º posto in Úrvalsdeild     |
| Þór/KA           | Akureyri       | Thórsvöllur       | 5º posto in Úrvalsdeild     |
| Þróttur          | Reykjavík      | Eimskipsvöllurinn | 2º posto in 1. deild kvenna |
| Valur            | Reykjavík      | Vodafonevöllurin  | Campione d'Islanda          |

## Classifica finale
Fonte: sito ufficiale KSÍ.
|                    | Pos. | Squadra          | PF   | Pt | G  | V  | N | P  | GF | GS | DR  |
| ------------------ | ---- | ---------------- | ---- | -- | -- | -- | - | -- | -- | -- | --- |
| Islanda (bandiera) | 1.   | Breiðablik       | 2,80 | 44 | 15 | 14 | 0 | 1  | 66 | 3  | +63 |
|                    | 2.   | Valur            | 2,50 | 40 | 16 | 13 | 1 | 2  | 43 | 11 | +32 |
|                    | 3.   | Fylkir           | 1,40 | 21 | 15 | 5  | 6 | 4  | 22 | 29 | -7  |
|                    | 4.   | Selfoss          | 1,38 | 22 | 16 | 7  | 1 | 8  | 24 | 20 | +4  |
|                    | 5.   | Þróttur          | 1,13 | 18 | 16 | 4  | 6 | 6  | 28 | 34 | -6  |
|                    | 6.   | Stjarnan         | 1,13 | 18 | 16 | 5  | 3 | 8  | 25 | 34 | -9  |
|                    | 7.   | Þór/KA           | 1,13 | 18 | 16 | 5  | 3 | 8  | 20 | 37 | -17 |
|                    | 8.   | ÍBV Vestmannæyja | 1,06 | 17 | 16 | 5  | 2 | 9  | 16 | 39 | -23 |
|                    | 9.   | FH Hafnarfjarðar | 1,00 | 16 | 16 | 5  | 1 | 10 | 19 | 35 | -16 |
|                    | 10.  | KR Reykjavík     | 0,71 | 10 | 14 | 3  | 1 | 10 | 15 | 36 | -21 |

Legenda:
      Campione d'Islanda e ammesso in UEFA Women's Champions League 2021-2022.
      Retrocesso in 1. deild kvenna.
Note:
Tre punti a vittoria, uno a pareggio, zero a sconfitta.
In caso di arrivo di due o più squadre a pari punti, la graduatoria verrà stilata secondo i seguenti criteri:
- Differenza reti generale;
- Maggior numero di gol realizzati;
- Punti negli scontri diretti;
- Differenza reti negli scontri diretti;
- Maggior numero di gol realizzati in trasferta negli scontri diretti.

## Risultati

### Tabellone
|                  | Bre  | FH   | Fyl  | ÍBV  | KR   | Sel  | Stj  | TKA  | Thr  | Val  |
| ---------------- | ---- | ---- | ---- | ---- | ---- | ---- | ---- | ---- | ---- | ---- |
| Breiðablik       | –––– | 3-0  | n.d. | 8-0  | 6-0  | 1-2  | 3-1  | 7-0  | 5-0  | 4-0  |
| FH               | 0-7  | –––– | 3-1  | 0-1  | 4-2  | 0-2  | 3-2  | n.d. | 1-2  | n.d. |
| Fylkir           | 0-4  | n.d. | –––– | 1-1  | n.d. | 1-0  | 2-1  | 4-2  | 2-2  | 0-7  |
| ÍBV Vestmannæyja | 0-4  | 1-3  | 2-2  | –––– | n.d. | 3-2  | 0-1  | 1-0  | 4-3  | 1-3  |
| KR Reykjavík     | n.d. | 3-0  | 1-3  | 3-0  | –––– | 0-5  | 0-2  | n.d. | 0-0  | 0-1  |
| Selfoss          | 0-2  | 1-0  | 0-1  | n.d. | 2-1  | –––– | 2-3  | 2-1  | 1-3  | 1-2  |
| Stjarnan         | n.d. | 3-0  | 1-1  | 1-0  | 2-3  | 1-4  | –––– | 1-1  | 5-5  | 0-3  |
| Þór/KA           | 0-7  | 0-1  | 2-2  | 4-0  | 2-1  | 1-0  | 4-1  | –––– | n.d. | 0-2  |
| Þróttur          | 0-4  | 2-2  | 2-1  | 0-2  | 5-0  | 0-0  | n.d. | 1-1  | –––– | 1-2  |
| Valur            | 0-1  | 3-1  | 1-1  | 4-0  | 3-0  | n.d. | 3-0  | 6-0  | 3-1  | –––– |

## Statistiche

### Classifica marcatrici
Fonte: sito ufficiale e soccerway.com
| Gol |  |  | Giocatore                     | Squadra    |
| --- |  |  | ----------------------------- | ---------- |
| 14  |  |  | Agla María Albertsdóttir      | Breiðablik |
| 14  |  |  | Sveindís Jane Jónsdóttir      | Breiðablik |
| 13  |  |  | Elín Metta Jensen             | Valur      |
| 12  |  |  | Berglind Björg Þorvaldsdóttir | Breiðablik |
| 11  |  |  | Hlín Eiríksdóttir             | Valur      |
| 10  |  |  | Alexandra Jóhannsdóttir       | Breiðablik |
| 10  |  |  | Bryndís Arna Níelsdóttir      | Fylkir     |
| 10  |  |  | Stephanie Ribeiro             | Þróttur    |
| 9   |  |  | Tiffany McCarty               | Selfoss    |
| 6   |  |  | Margrét Árnadóttir            | Þór/KA     |
| 6   |  |  | Phoenetia Browne              | FH         |
| 6   |  |  | Shameeka Fishley              | Stjarnan   |
| 6   |  |  | Ólöf Sigríður Kristinsdóttir  | Þróttur    |
| 6   |  |  | Mary Alice Vignola            | Þróttur    |